# Alberto Greco
Alberto Greco (Buenos Aires, Argentina, 15 de enero de 1931-Barcelona, España, 14 de octubre de 1965) fue un artista plástico argentino del siglo XX.

## Evolución artística

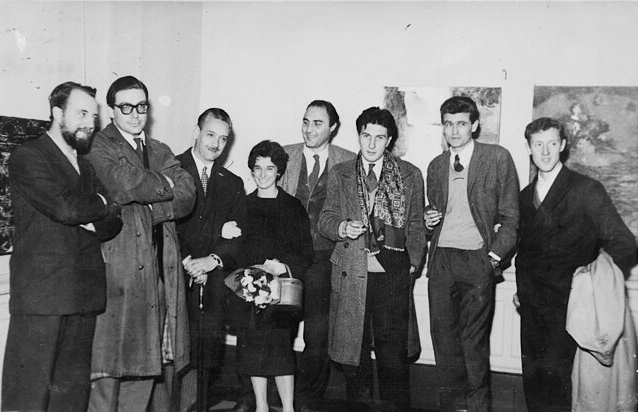
Enrique Barilari, Alberto Greco, Kenneth Kemble, Olga López, Fernando Maza, Towas, Luis Wells y Mario Pucciarelli en la primera exposición del Movimiento Informal. Galería Van Riel, 1959.

Entre 1947 y 1948 asiste a los talleres de Cecilia Marcovich y Tomás Maldonado. 
En 1950 pública Fiesta, libro de versos, en edición artesanal de 150 ejemplares. 
De 1954-56 data su primer viaje por Europa: Italia, Austria, Londres y Francia. 
En 1954 expone por primera vez en la galería La Roue de París.
En 1954, después de haber llevado a cabo diversas y variadas experiencias artísticas para decidir hacia dónde apuntaba su vocación (había intentado sin mucho éxito ser actor teatral, publicado poesía, había escrito una novela) inicia una vida viajera que le llevará a recorrer medio mundo. 
En 1956 vuelve a la Argentina. Pinta un mural en la Facultad de Derecho de la Universidad de Buenos Aires y expone en la galería Antífona.
Al año siguiente se traslada a Brasil, exponiendo en el Museo de Arte Contemporáneo. Entusiasmado por el arte brasileño, retorna a Buenos Aires, donde organiza la muestra titulada Artistas de São Paulo. Su intención es formar un gran movimiento de arte informalista en Hispanoamérica.
En 1959 se integra plenamente en el movimiento informalista, pero rápidamente se desencantó al observar la deriva formalista y decorativista que este está tomando. Es entonces cuando realiza su aproximación al Arte Conceptual.

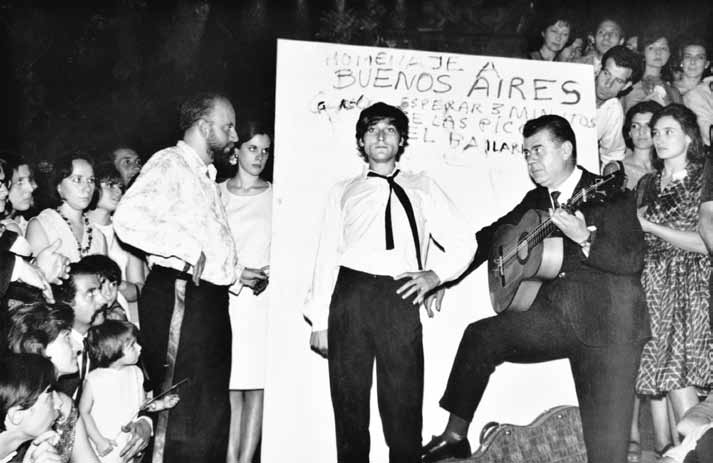
Vista de Mi madrid querido. Pintura espectáculo Vivo-Dito, con la colaboración del famoso bailarín español Antonio Gades de 1964, una obra pionera del happening en Argentina.

Después de intervenir en la fundación del informalismo argentino en 1959, junto a los artistas Mario Pucciarelli, Luis Wells y Luis Felipe Noé, entre otros, se alejó de la expresión pictórica y se adentró en el campo del arte conceptual. Pasó la última etapa de su carrera artística y de su vida en España. 
Sus aportaciones fueron fundamentales en los inicios del arte conceptual en España, poniendo en práctica un tipo de intervenciones artísticas que él mismo denominó vivo dito o arte vivo. A su faceta de artista-pintor multimedia añadió su faceta de poeta. 
Realiza Vivo-Ditos, en París, en Roma, en Madrid y, sobre todo, en Piedralaves, una pequeña localidad de Ávila, donde vivirá algún tiempo, convirtiendo a esta pequeña comunidad rural en un espacio artístico propicio para la realización de sus intervenciones. Greco hace sostener a los habitantes del pueblo carteles con textos tales como "Esto es un Alberto Greco", "Obra de arte señalada por Alberto Greco" o, simplemente "Alberto Greco". 
Sus Vivo Dito tienen un claro componente de provocación política. En el año 1962, durante su último viaje a Italia, aprovecha la inauguración de la Bienal de Venecia de ese año para lanzar un montón de ratas al paso del Presidente de la República italiana con el consiguiente gran escándalo.
El espíritu irreverente de Greco, le lleva a disfrazarse de monja en Roma mientras estaba teniendo lugar el Concilio Vaticano II. Estas intervenciones, unidas a su participación en la representación de la obra teatral "Cristo 63", ofensiva para la Iglesia católica, hacen que las autoridades italianas le inviten a abandonar el país. De 1962 data la escritura de su manifiesto "Dito del Arte Vivo".
La integración de sus obras dentro del ámbito artístico del Arte conceptual no significó su abandono del Informalismo. Sus intervenciones públicas fueron combinándose con dibujos, cuadros y collages en los que se mezclaban el gesto espontáneo y descontrolado del Tachismo, las grafías irregulares y apasionadas del Arte Bruto y la simultaneidad de imágenes inconscientes tomadas del Surrealismo y el Dadaísmo, dando forma a un informalismo heterogéneo y bastante alejado de las maneras amables y decorativistas de otros representantes. Así, aparecen escrituras automáticas, dibujos inconclusos, bocetos, manchas, trozos de papel pegados, impresiones con tinta, todo un amplísimo repertorio combinado con un variado espectro de acciones y agresiones al soporte, expresión, según algunos críticos, de una interioridad anímica convulsa y agitada.
Después de su periplo europeo termina instalándose en Madrid, donde entra en relación con los componentes del Grupo El Paso, con Antonio Saura y Manuel Millares sobre todo.

## Fallecimiento
En España continúa trabajando en sus proyectos Vivo dito y expone en la Galería Juana Mordó en 1964. Un año después se suicida en Barcelona. La propia muerte del artista se convierte en la más radical de sus intervenciones artísticas. En 1965 elige para suicidarse la ciudad de Barcelona, comunicando a sus allegados que viajará a la Ciudad Condal para poner fin a su vida. Greco no dejó de ser artista ni al final de su vida. El propio acto de su muerte voluntaria, la convirtió Greco en un gesto artístico. Mientras la sobredosis de barbitúricos que había consumido comenzaba a hacer su efecto, sobre la palma de su mano izquierda (como ya lo solía haber realizado en el ángulo inferior derecho de alguno de sus cuadros) escribió la palabra Fin y sobre la pared Esta es mi mejor obra.
Desde su muerte y sobre todo a partir de la década de 1990 se ha producido un proceso de recuperación histórica de su obra. En 1991, en el IVAM de Valencia, se presentó la mayor muestra dedicada a Greco; la misma muestra se pudo ver, un año más tarde, en el Museo Nacional de Bellas Artes en Buenos Aires.

## Exposiciones y homenajes póstumos
- 1965: Homenaje a Alberto Greco, galería Pizarro, Buenos Aires.
- 1970: A cinco años de su muerte, galería Carmen Waugh, Buenos Aires.
- 1987: Alberto Greco y Rubén Santantonín, Fundación San Telmo, ubicada en Defensa 1344, Buenos Aires.
- 1991: Alberto Greco, IVAM Centre Julio González, Valencia.
- 1991: Alberto Greco, obras sobre papel de la colección Peter Valentiner, galería Edurne, Madrid.
- 1992: Alberto Greco, Museo Nacional de Bellas Artes, Buenos Aires.
- 1996: Alberto Greco, un extravío de tres décadas, Centro Cultural Borges, Buenos Aires.
- 2002: Alberto Greco, galería Mario Brodersohn - Jacques Martínez, Buenos Aires.
- 2006: Alberto Greco, galería Delinfinito, Buenos Aires.
- 2008: Alberto Greco en la galería Edurne de Madrid, Fundación Federico Klemm, Buenos Aires.
- 2015: Besos Brujos, homenaje a Alberto Greco, Fundación Federico Klemm, Buenos Aires.
- 2019: Pobreza Greco!, retrospectiva participativa de la obra de Alberto Greco, Compañía de Funciones Patrióticas, Buenos Aires.

## Manifiesto Dito del Arte Vivo
El arte vivo es la aventura de lo real. El artista enseñara a ver no con el cuadro sino con el dedo. Enseñara a ver nuevamente aquello que sucede en la calle. El arte vivo busca el objeto pero al objeto encontrado lo deja en su lugar, no lo transforma, no lo mejora, no lo lleva a la galería de arte. El arte vivo es contemplación y comunicación directa. Quiere terminar con la premeditación, que significa galería y muestra. Debemos meternos en contacto con los elementos vivos de nuestra realidad. Movimiento, tiempo, gente, conversaciones, olores, rumora, lugares y situaciones. Arte Vivo, Movimiento Dito. Alberto Greco. 24 de julio de 1962. Hora 11:30.

## Obra en España
- La obra de Alberto está representada en España en el Museo Patio Herreriano de Valladolid y en el Museo Reina Sofía de Madrid, que posee una sala dedicada a este artista.